# Friedrich Schumann (Serienmörder)

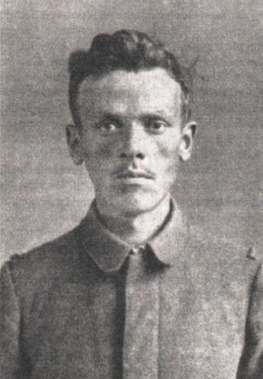

Friedrich Schumann (* 1. Februar 1893 in Spandau; † 27. August 1921 im Strafgefängnis Plötzensee) war ein deutscher Serienmörder. Der auch „Massenmörder vom Falkenhagener See“ genannte Schumann wurde für sechs Morde rechtskräftig verurteilt, obwohl er vermutlich weit mehr Menschen getötet hatte, wie er am Abend vor der Hinrichtung seinem Anwalt Erich Frey gestand.

## Überblick
Schumann wurde am 1. Februar 1893 im städtischen Krankenhaus zu Spandau geboren. Sein Vater Hermann Schumann, ein vorbestrafter Kleinkrimineller, war Alkoholiker und zum Zeitpunkt seiner Geburt wohnhaft in Groß Bademeusel bei Forst (Lausitz). Seine Mutter Emilie geb. Rickert wohnte in der Staakener Straße 3 in Spandau. Im Alter von 16 Jahren erschoss Schumann bei einem Ausflug in den Spandauer Forst seine Cousine. Da er diese Tat vor Gericht als Unfall schilderte, wurde er nicht bestraft, jedoch in Fürsorgeerziehung gegeben. 1911 erschoss Schumann auf der Spandauer Chaussee eine Frau und raubte eine größere Geldmenge. Da er auch diese Tat als Unfall schilderte, wurde er lediglich zu 9 Monaten Gefängnis verurteilt. Schumann arbeitete sodann als Schlosser im Ausbesserungswerk und wurde im Ersten Weltkrieg mit dem Eisernen Kreuz ausgezeichnet. Am 12. März 1919 heiratete er die Arbeiterin Erna Meta Minna Schmeling in Spandau. Am 14. Januar 1921 wurde die Ehe geschieden.
Im September 1916 feuerte Schumann acht Schüsse auf den Hegemeister Köpke in Damsbrück, traf jedoch nicht. Im Mai 1917 tötete Schumann einen Nachtwächter in Falkenhagen, im Juli 1917 zwei Falkenhagener Gendarmen. Mehrfach beobachtete Schumann Liebespaare im Falkenhagener Forst, tötete zunächst die Männer und vergewaltigte und tötete anschließend die Frauen. Ebenso tötete er wahllos Förster, Dienstmädchen, Wanderer, Jagdgesellschaften, Lokomotivführer und Anwohner.
Am 18. August 1919 gegen 20:00 Uhr traf der 52-jährige Forstaufseher Wilhelm Nielbock aus Spandau Schumann im Wald und sprach ihn an. Schumann schoss Nielbock daraufhin mit seiner Parabellumpistole zweimal in die Brust. Nielbock gelang es, seine Schrotflinte auf den Flüchtenden abzufeuern, den er dabei verwundete. Nielbock, der noch in der gleichen Nacht im Krankenhaus seinen Verletzungen erlag, konnte den Täter beschreiben: Schlank, mittelgroß, blond, in feldgrauer Kleidung, Schrot in der Schulter.
Schumann wurde am 20. August 1919 in der Arztpraxis von Georg Tepling in Spandau verhaftet.
Der Prozess gegen Schumann fand vom 5. bis 13. Juli 1920 vor der Schwurgerichtskammer des Landgerichts III in Berlin-Moabit unter Vorsitz des Landgerichtsdirektors Georg Pioletti statt. Die Berliner Zeitungen bezeichneten Schumann als noch „kaum jemals in der Strafrechtsgeschichte dagewesenen Fall“. In dem Prozess wurde nur ein Teil von Schumanns Verbrechen verhandelt. Er wurde sechsmal zum Tode, zu lebenslangem Zuchthaus und zu zahlreichen Nebenstrafen verurteilt.

„Schumann verlangt seinen Tod. Vor ein paar Tagen hat man in Preußen endlich ein männliches Wort gehört. Ein Mann will sein Schicksal haben! Er will lieber sofort sterben als nicht wissen, was mit ihm geschieht. Er fordert seinen schnellen Tod. Versteht sich, daß es kein Bürger ist, sondern ein Verbrecher: der Massenmörder Schumann, der vor fast zehn Monaten von deutschen Geschworenen zum Tode durch das Beil verurteilt worden ist. Er sitzt seit dem Juli 1920 in Plötzensee und wartet, daß das ihm zugesagte Todesurteil vollstreckt werde. Er hat nie um Gnade gebeten. Er hat nur von Zeit zu Zeit daran erinnert, daß er ein Recht auf seinen Tod habe.“

Aufgrund des Zögerns des preußischen Justizministers Hugo am Zehnhoff, dem das Recht der Begnadigung zustand, wurde Friedrich Schumann erst am 27. August 1921 um 6 Uhr morgens von dem preußischen Scharfrichter Carl Gröpler enthauptet. Am Abend vor der Hinrichtung gestand er seinem Anwalt Erich Frey, insgesamt 25 Menschen ermordet zu haben.